# アリゾナステート・サンデビルズ (ソフトボール)
アリゾナステート・サンデビルズ（英: Arizona State Sun Devils）は、アメリカ合衆国アリゾナ州テンピを拠点とするアリゾナ州立大学のカレッジソフトボールチーム。NCAAディビジョンI所属。

## タイトル
2025シーズン現在
- NCAAディビジョンI（1982 - ）
  - 優勝 2回：2008, 2011
- AIAW選手権（1969 - 1982）
  - 優勝 2回：1972, 1973

## 歴代所属選手
投手
- ケイティ・バークハート（2005 - 2008）
- ダラス・エスコベド（2011 - 2014）